# Ideg–izom ingerületáttevődés

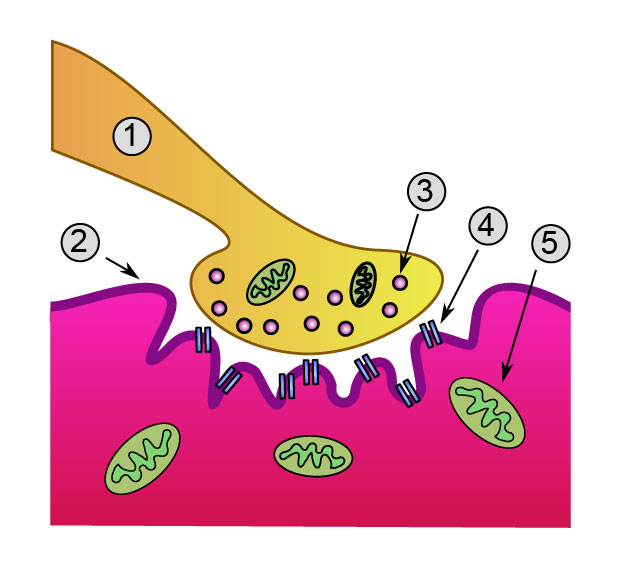
Egy mozgató véglemez vázlatos képe: 1. ideg, 2. szinaptikus rés, 3. preszinaptikus vezikula, 4. receptor a posztszinaptikus membránon 5. mitokondrium.

Az ideg–izom ingerületáttevődés vagy neuromuszkuláris szinapszis a mozgatóidegsejtek nyúlványainak, ún. axonjainak végződése és az idegsejtek által beidegzett harántcsíkolt vázizomrostok mozgató véglemeze között végbemenő, az ingerület átviteléért felelős szinaptikus kapcsolat. 

## Áttevődés és blokkolása
A gerincesek esetében a jel átvitele acetilkolin-molekulák (ACh) közvetítésével történik, melynek során a felszabaduló ACh az izomsejtmembránon potenciálváltozást okoz, s ez az izomrost összehúzódásához vezet. Számos méreg (pl. kuráre, kígyóméreg) blokkolja az ideg–izom ingerületáttevődést, ezzel megbénítja például a légzésért felelős izmokat.

## Lásd még
- Szinapszis
- Emberi idegrendszer
- Reflexív